# Elatostema pseudodissectum
Elatostema pseudodissectum är en nässelväxtart som beskrevs av Wen Tsai Wang. Elatostema pseudodissectum ingår i släktet Elatostema och familjen nässelväxter. Inga underarter finns listade i Catalogue of Life.